# Åskvigg
Åskviggar eller torsviggar var i medeltida nordisk folktro namn på de stenyxor som påträffades i marken. I folktron förknippades dessa föremål med guden Tor och tillskrevs magiska egenskaper. Man trodde att åskviggar trängde djupt ned i jorden vid varje åsknedslag och efter lång tid trängde upp ur marken. De sades erbjuda skydd mot till exempel sjukdomar, trolldom, skadedjur och ytterligare åsknedslag (blixten slår aldrig ned två gånger på samma ställe).

## Etymologi
Åska: av fornsvenska asikkia från fornnordiskans ás-eykja (asens, dvs. Tors, åkning, eller rättare sagt "Tors ök" vilket är en referens till Tors bockar till dragdjur); sannolikt ursprunggligen ett noaord.
Vigg: av fornsvenska vigge 'kil; vigg'; germanskt ord med grundbetydelsen "något vasst", relaterat med plogbill och hetvägg.

## Folklig tradition i Sverige
Åskviggen gömdes vanligen på ett särskilt ställe, väl skilt från vardagssysslorna, murades in i väggen, gömdes under golvet eller under en tröskel, förvarades ovanpå himmelsängen eller gömd under taket.
Dess viktigaste egenskap var att den skyddade mot åskväder, blixtnedslag och vådeld.
Eftersom man trodde att blixten aldrig slog ned två gånger på samma ställe uppfattades en åsksten som ett effektivt brandskydd.
Åskviggen hade dessutom en hel rad av skyddsmagiska och fruktbarhetsbefrämjande egenskaper. Den hindrade säden från att sina, höll råttorna borta, hindrade mjölken från att surna och fick brygden att jäsa. Därtill garanterade den jakt- och fiskelycka och, inte minst, den var ett verksamt skydd mot troll och onda makter - den kunde dessutom nyttjas i kärleksmagin.

## Äldre traditioner
I andra mytologier, som den grekiska, förekommer också åskviggar. De var till exempel guden Zeus attribut och sades tillverkas av cykloperna i underjordiska smedjor under övervakning av smedguden Hefaistos.

### Folklig tradition i antiken
I den antika traditionen hade stenar inte enbart mineralogiska egenskaper utan även en magisk och helbrägdagörande kraft liksom en symbolisk-moralisk betydelse.
Stenyxor och deras magiska egenskaper beskrivs till exempel av Plinius den äldre (23–79 e.Kr.). Stenyxorna ansågs bland annat kunna underkuva städer och upplösa flottor till havs, och en särskilt ovanlig sort förekom endast på de platser där åskan slagit ned.

## Medeltiden och senare
Någon gång mellan 1067 och 1081 beskrevs åskstenarnas magiska egenskaper av den franske biskopen Marbodæus i dikten "Liber lapidum" eller "Liber de gemmis" som den också kallas:
Han som bär en åsksten kommer ej att träffas av blixten, inte heller hus om stenen finns där, resande på skepp som färdas på hav eller floder kommer inte att sänkas av storm eller träffas av blixten, den åskstenen ger seger i rättegångar och strider, och garanterar god sömn och sköna drömmar.
Så sent som på 1600-talet beskrevs åskstenar, det vill säga stenyxor, som antingen meteoriter eller förstenade metallredskap.
Sedan fornforskningen tagit fart, framemot 1700-talet, började åskstenarnas övernaturliga ursprung ifrågasättas. I stället menade man att föremålen tillverkats av människohand och att de fungerat som redskap i icke-metallförande förhistoriska kulturer.